# Sechenovpiggane
Die Sechenovpiggane (norwegisch; russisch Рики Сеченова Piki Setschenowa, deutsch ‚Setschenowgipfel‘) sind eine Gruppe von Bergen im ostantarktischen Königin-Maud-Land. Sie ragen in der Sør Rondane auf.
Russische Wissenschaftler benannten sie. Der Namensgeber ist nicht überliefert. Wissenschaftler des Norwegischen Polarinstituts übertrugen diese Benennung ins Norwegische.